# Дир Парк (Тексас)
Дир Парк (енгл. Deer Park) град је у америчкој савезној држави Тексас. По попису становништва из 2010. у њему је живело 32.010 становника.

## Демографија
Према попису становништва из 2010. у граду је живело 32.010 становника, што је 3.490 (12,2%) становника више него 2000. године.
| Група             | 2000.          | 2010.          |
| Белци             | 23.048 (80,8%) | 22.257 (69,5%) |
| Афроамериканци    | 374 (1,3%)     | 475 (1,5%)     |
| Азијати           | 321 (1,1%)     | 482 (1,5%)     |
| Хиспаноамериканци | 4.341 (15,2%)  | 8.418 (26,3%)  |
| Укупно            | 28.520         | 32.010         |